# インドの経済
インドの経済（インドのけいざい）では、インドの経済について記述する。経済規模は世界で5番目であり、2021年推定で国内総生産（GDP）は約3兆1,700億ドルに達する 。約14億人という世界第1位の人口規模（インドの人口動態）であることから、2021年の一人当たりのGDPは2,256ドル（購買力平価換算では7,242ドル）であり、世界平均と比較しても大幅に低い水準である。世界銀行はインドを低中所得国に分類している。

## 概要
インドの経済は、農業、手工業、繊維工業、多種多様のサービス業と多様性に富んでいる。労働力人口の半数以上が直接あるいは間接的に農業で生計を立てている一方、サービス業は急速に成長している部門であり、インドの経済に重要な役割を担うようになってきている。
情報技術（IT）時代の到来と英語を流暢に話し教育された多くの若者たちによりインドは、アフターサービスや技術サポートの世界的なアウトソーシングの重要なバックオフィスとなりつつある。インドはソフトウェアや金融サービスにおいて高度な熟練労働者の主要な輩出国となっている。他の部門では製造業、製薬、バイオテクノロジー、ナノテクノロジー、通信、造船、航空、観光、小売が高成長の兆しを見せている。近年、ITなど第三次産業のGDPへの貢献が、従来的に貢献度の高かった農業など第一次産業より大きくなっており、5割近くを占める。一方で、従事者の比率は、第一次産業がおよそ4割、第二次産業が2割、第三次産業が3割となっている。
特に製造業など第二次産業が脆弱であることが指摘される。ナレンドラ・モディ政権はインド国内での製造業への投資を奨励し、輸入工業製品の関税を引き上げる「メイク・イン・インディア」政策を推進している。
インドは1947年に独立して以来、社会主義の考えを志向した経済体制を採用していた。インドの経済体制は、政府により民間部門への参入や外国との貿易、外国からの直接投資が厳格に制限されていた。しかしながら、1990年代初頭にインドは徐々に外国との貿易や投資に関する政府の規制を減らすという経済改革を通して、門戸を開放していった。モディ政権は労働法改正（解雇規制緩和など）や国営企業削減を推進している。
インドは急速な人口の成長と経済的・社会的不平等の問題に直面している。独立以来、貧困の問題は残っている。世界銀行によると、2021年時点で、インド人の11.9%が一日2.15ドル未満で暮らしている。
2017年、インドの経済成長率が主な国の中では中国を上回った。しかし、インド政府の首席経済顧問だったアルビンド・スブラマニアンはインドの統計が2.5％も水増しされていると主張するなど、統計の正確さに対する議論もある。

## 歴史
インドの経済は大きく3つに分けられる。第一は17世紀までの植民地時代以前、第二は17世紀から1947年までのイギリス帝国による植民地時代、第三は独立から現在に至るまでの時代である。

### 植民地時代前史

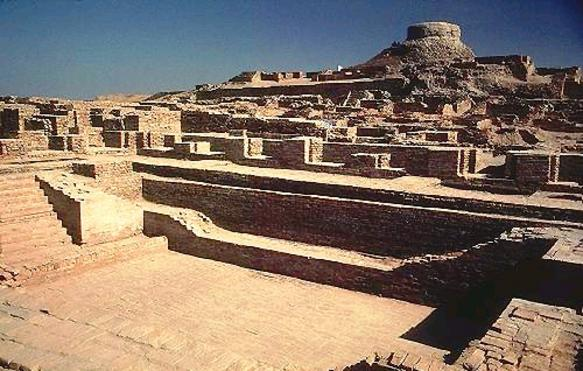
モヘンジョダロの遺跡

紀元前2800年頃から紀元前1800年頃までのインダス文明の時代は、農業が営まれ、動物が飼育され、統一された度量衡が採用され、道具や武器が使用され、他の都市国家とも通商が行われていた。十分に計画され建設された都市の道路や灌漑設備、排水溝の遺跡--世界最古の公衆衛生システムや地方公共団体を含めて--は、都市計画の知識の証拠を表している。

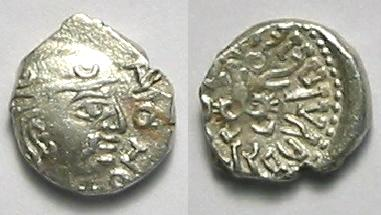
グプタ朝第4代の王、クマーラグプタ1世の肖像が刻まれた銀貨

1872年のセンサスによると、人口の99.3%が農村に住んでおり、彼等はおおむね他の地域と孤立し、農業を中心とした自給自足の生活を営んでいた。農業は村内の食料需要を満たし、繊維、食品加工といった手工業に原料を供給した。多くの藩王国や支配者が貨幣を発行し、貨幣の交換は普通に行われていた。農村は、支配者に農作物の一部を税金として納め、職人は自分のサービスを穀物と交換した。
宗教、とりわけヒンドゥー教やカースト、大家族の制度は経済活動を形成する上で影響を及ぼした。分業を保証し、徒弟に訓練を施し、製造業者が狭い範囲で専門性を保証したので、カーストは、中世ヨーロッパのギルドのような機能を果たした。例えばある地域では、様々な布を生産することは、sub-casteの専門であった。
モスリン、キャラコ、ショールといった繊維製品、胡椒、シナモン、アヘンといった農作物はヨーロッパや中東、東南アジアに輸出され、金銀として還流された。
情報量が不足していることもあり、植民地時代以前のインドは概して定性的に評価することになる。

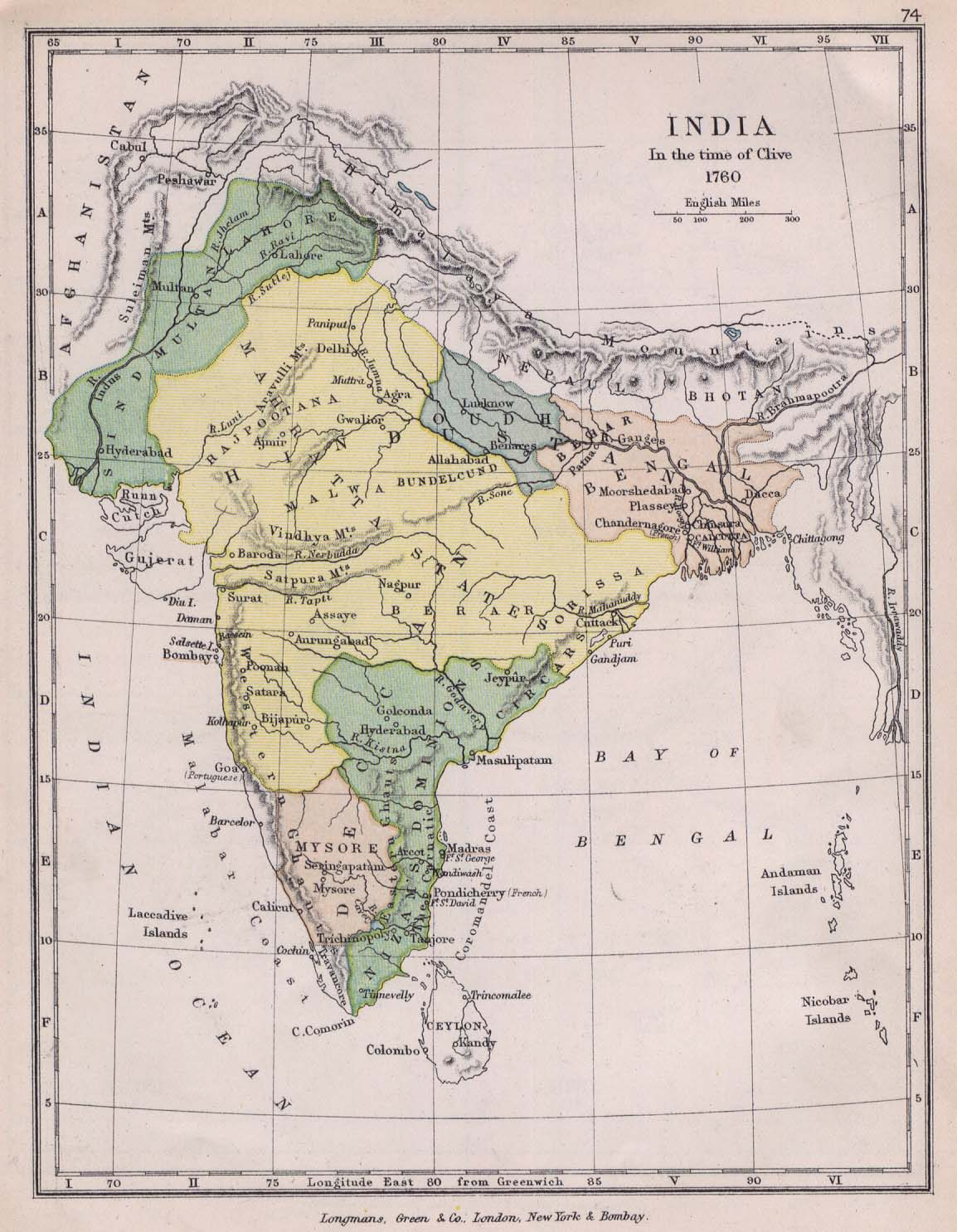
1760年代のインド。黄色がマラータ同盟の版図

1600年におけるアクバルの時代のムガル帝国の収入は17.5百万UKポンドであったのに対し、1800年におけるイギリスの総収入が16百万UKポンドであった。イギリス人の来航まで、インドは概して伝統農業に依拠した経済であり、十分に競争的に発達した商業ネットワーク、工業、信用を通して存在していた。
ムガル帝国崩壊後、インドはマラーター同盟によって統治されたが、マラーター王国の歳入のピークも1740年代の1億ルピーであった。1761年、第三次パーニーパトの戦い（en）でマラーター同盟はパーニーパト（en）を喪失した後、マラーター同盟はグワーリヤル、ヴァドーダラー、インドール、ジャーンシー（en）、ナーグプル、プネー、コラープル（en）の連合国家に分解した。

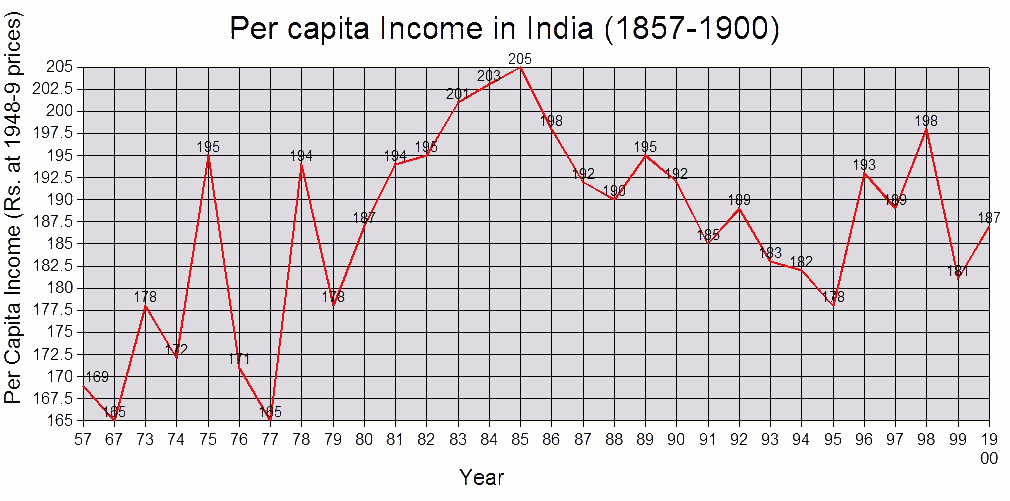
1857年-1900年までのインドにおける1人あたり収入の推計（1948-1949年価格基準）

しかしながら、この時にはイギリス東インド会社がインドに進出し、1857年のインド大反乱以降、インドは完全にイギリスの支配下に入った。残存していた藩王国も藩王国間での血みどろの抗争で政治的に不安定な状態になっていった。

### イギリス帝国植民地時代
植民地時代になると、租税制度が変更され農民の大多数が貧困に苦しんだ。その上、植民地の法律は以下の制度を作り出した。
- 書類上、入植者間の財産権を保障すること
- 自由貿易を推進すること
- 固定為替レートに基づいた単一の貨幣制度を創出すること
- 度量衡や資本市場、鉄道、電信を標準化すること
- 政府からの干渉、慣習法や相反する法律制度とは無関係の公務員制度を整備すること[17]。

イギリス政府によるインドの植民地化は世界経済の工業化や自由貿易の成長による変化と一致した。しかし、植民地時代の末期になると、インドは産業化の立ち遅れ、人口の急速な成長に伴う農業の発展の遅れ、世界的にも最低レベルの平均寿命及び識字率のせいで、発展途上国の中での最貧国の一つになるまで低下してしまった。
ケンブリッジ大学の歴史学者、Angus Maddisonの推計によると、インドの世界経済の所得におけるシェアは1700年代の22.6%から1952年の3.8%にまで低下してしまった 。イギリスからの独立のためにもがき苦しんだインドの指導者や左派の経済史家は、植民地時代がインドの経済に悪影響を及ぼしたとする一方、植民地化政策や、産業化の進展、世界の経済の統合によってもたらされた変化の結果として、植民地時代のインドにおいて、ある部門は成長し、またある部門は衰退したとするマクロ経済の見方が存在する。ある部門が成長し、またある部門は衰退したということは同意しかねるところもあるが重要である一方、植民地化政策によって引き起こされた変化がもたらした影響とインドの産業化およびインド亜大陸の経済統合は、植民地時代を終えたインドにも継承されていると評価している。

### 独立から1991年まで

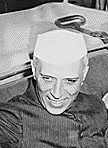
初代首相ジャワハルラール・ネルー（1949年）

インド独立後の経済政策は、植民地時代の経験と社会主義の影響を受けている。経済政策は保護貿易、輸入代替化、労働市場や金融市場の公有化、巨大な公的部門、中央からの計画経済を志向する傾向にあった。
インド初代首相ジャワハルラール・ネルーと彼のブレーンである統計学者プラサンタ・チャンドラ・マハラノビスによる「連邦民主主義」、そして彼等の政策を継承したインディラ・ガンディーは経済政策を策定し監督した。彼等が立案した経済政策は公共部門と民間部門を巻き込み、ソビエト連邦の極端な中央からの指令体制よりも緩やかな、政府の経済への干渉に基づいていたものであったので、彼等は好ましい結果が出ることを期待していた。重工業への資本と技術の集中投資、低熟練手工業労働者の綿産業への補助金はミルトン・フリードマンによって批判された 。
1947年から1980年までのHindu rate of growthと呼ばれる低成長は、同時期に経済成長著しかった東アジア・東南アジア諸国、とりわけアジア四小竜と対比される。

### 1991年以降

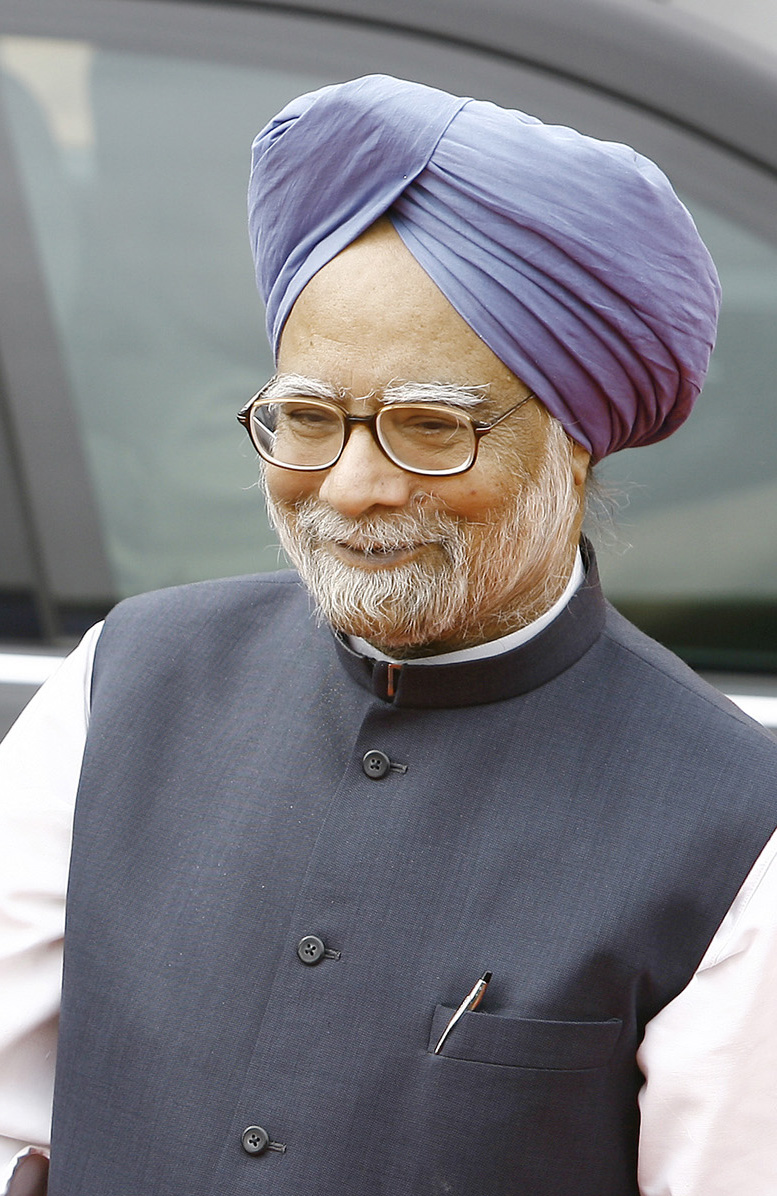
経済改革を実施したマンモハン・シン

1980年代後半、ラジーヴ・ガンディー率いる政府は、規制緩和を行い価格統制を廃止し、法人税の減税を行ったが、経済成長の一方、この経済政策は財政赤字をもたらし経常収支を悪化させた。インドの主要貿易相手国であったソ連の崩壊と、原油の高騰を惹き起こした湾岸戦争の発生により、インドの国際収支尻は大きく悪化し、債務のデフォルトに直面することになった。
経済問題に直面したナラシンハ・ラーオ首相とマンモハン・シン財務大臣は1991年、インドの経済改革（en）を開始した。改革ではLicence Raj（投資や産業、輸入のライセンス）を廃止し、多くの部門での外国からの直接投資を自動的に許可した。改革開始以後、労働組合、農家といった強力な圧力団体や、労働法や農業への補助金の削減といった論争を惹き起こす問題をどの政党も引き受けようとはしないけれども、政党の政権交代にかかわらず、経済の自由化の方向性は一貫している。これにより、実質経済成長率も1991年には2.1%だったものが1996年には7.6%にまで伸び、中国に次ぐ経済発展に成功し、インドの財務大臣も務めたP・チダンバラムからマンモハン・シンは「インドの鄧小平」とまで称えられることとなった。1990年以降、インドは発展途上国の中における豊かな国の一つとなり、いくつかの重要な問題はあるものの経済成長が持続している。経済成長につれ、インド人の平均余命や識字率が伸び、食糧安全保障が伴っていった。
1998年の核実験により、インドの信用格付けは下げられたが、S&Pやムーディーズによると2007年まで、投資の伸張は続いている。2003年、ゴールドマン・サックスは2020年までにインドのGDPはフランスやイタリアを追い越し、2025年までにはイギリスやロシア連邦、2035年までには日本を追い抜くと報告し、アメリカ合衆国、中華人民共和国に次ぐ第3の経済大国となると報告した。

## 政府の干渉

### 計画経済から市場経済へ
独立後、ネルーは中央集権的な計画経済を志向し、効率的で平等な資源配分とバランスの取れた経済発展を目指した。5カ年計画の形成の過程とその方向性は、首相を委員長（en）とする国家計画委員会（en）によって策定された。

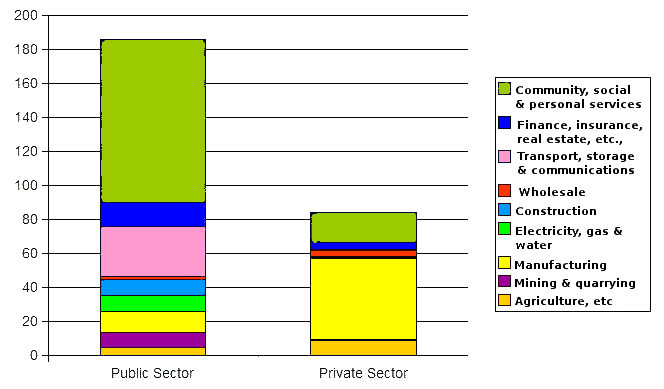
公共部門や民間部門で働く農業以外の労働者の数（2003年、数字は丸められている）。

インドは憲法に社会主義を掲げ続けているが、1990年代の新経済政策から資本主義的な市場経済をより志向している混合経済となっている。鉄道や郵便といったサービスを含め、公共部門がカバーする範囲は減ってきており、非効率なことから市場から次第に退出しつつある。
独立以後、銀行のように国有化された部門があるが、最近では民営化しつつある。

### 財政
インドの財政は、central plan expenditure、central assistance、non-development expenditureから成るdevelopment expenditureとして分類される。そして、non-development expenditureは資本支出（capital expenditure）と収益的支出（revenue expenditure）にそれぞれ分けられる。central plan expenditureは中央政府と公共部門の業務計画に沿った開発計画に分配される。central assistanceは州政府と連邦直轄地域の開発計画への金融支援や融資に分配される。non-development capital expenditureは防衛費や公共企業への貸付、州政府や連邦直轄地域、外国政府への貸付に分配される一方、non-development revenue expenditureは防衛費、行政的支出、補助金、農家への債務免除、郵便の赤字補填、年金、社会経済的サービス（教育、医療、農業、科学技術）、州政府や連邦直轄地域、外国政府への補助金に分配される。
インド政府のnon-development revenue expenditureは、2003年度には1990年度のそれに比べて約5倍、1985年度の約10倍にまで増大した。利子払いは支出最大の項目であり、2003年度のnon-development expenditure合計の40%以上に達する。防衛費は、ジャンムー・カシミール州の帰属を巡り、パキスタンと衝突したことと軍の近代化によりこの期間に約10倍にまで増大した。
行政的支出は、給与と年金によってほとんどが構成されており、年金は給料や実質賃金目減り補償手当（dearness allowance）等の改定により定期的に上昇している。原油と食料品の価格が上昇していることだけでなく政治的な強制もあることから食料品や肥料、教育や石油、他の各種の補助金は絶えず上昇、抑制することは難しい。

### 税制
インドの税制は、3つの構造から成り立っている。インド憲法により、連邦政府は所得税・資本取引への課税（財産税、相続税）・法人税・サービス税・関税・消費税を、州政府と連邦直轄地域は州内物品税、エンターテイメントや専門職への課税、酒税、財産の移転や土地取引における印紙税を付与されている。地方政府は、州政府により財産税、物品入市税（octroi）、上水道、下水道などの公共事業への使用料をかけることを許されている。
連邦政府や州政府の収入の半分以上が間接税からなり、連邦政府の税収の4分の1以上が州政府に配分されている。
1991年に始まった税制改革では、以下の方向性によって租税構造を合理化し、コンプライアンスを強めることを図った。
- 所得税、法人税、消費税、関税の率を減らしより進歩的にすること
- 課税控除と特権（concession）を減らすこと
- 法律と手続を簡素化すること
- 金融取引を追跡するための永久顧客番号を導入すること
- 29の内21の州で、複雑で重層的な売上税に変わる、2005年に付加価値税を導入すること[39][41]

連邦政府の非課税収入は財政サービス（ficcal service）、利子（interest receipts）、公共部門の配当等からなる一方、州政府のそれは、中央政府からの移転収入、利子（interest receipts）、一般的な経済・社会的サービスからなる。
連邦税における州への配布の割合は財務委員会の委員長によって決められる。

### 一般予算
インドの財務大臣は1年間の連邦予算を2月の最終労働日までに提出する。予算案はローク・サバー（インドの連邦議会の下院）によってインドの会計年度が始まる4月1日までに通過させなければならない。そして、当該会計年度におけるインド経済のパフォーマンスと予算の方向性をまとめた経済サーベイが連邦予算よりも先行し、そして、この経済サーベイは様々なNGOや女性団体、ビジネス団体、老人団体などが関係する。
インドの2005年度の連邦予算は514,334千万ルピー（約1180億ドル）であった。歳入は租税収入が273,466千万ルピー（約630億ドル）、インドの財政赤字はGDPの4.5%の139,231千万ルピー（約320億ドル）となった。インドの財政赤字は2007年3月までにGDPの3.8%になると予測された。

## 天然資源
インドの可耕地面積は国土の56.78%に相当する1,269,219平方キロメートルあるが、急速な人口成長並びに都市化の進展により減少している。
インドの水面面積は314,400平方キロメートルあり、年平均降水量は1,100ミリメートルある。1974年には約380平方キロメートルあった灌漑設備は利水の92%を構成し、2025年までには1050平方キロメートルになると予測されている。川、運河、池や湖から成り立っているインド内陸部の水資源及びインド洋沿岸にある海洋資源は、漁業に従事する約600万人の雇用を支えている。インドは世界で6番目の魚介類生産国であり、第2位の内陸部の魚介類の生産国である。
インドの主要天然資源として、石炭（世界4位）、鉄鉱石(世界4位)、ボーキサイト(世界6位)、マンガン、雲母、チタン、クロム鉄鉱、天然ガス、ダイヤモンド、石油、石灰岩、トリウム（ケーララ州の海岸線で採掘されるトリウムは世界1位の採掘量を誇る）が挙げられる。
インドの経済成長とともにエネルギーの需要は増大し、絶え間ないエネルギー供給不足を引き起こしている。特に経済成長には欠かさせない石油資源が乏しく、石油の埋蔵量は56億バレルほどで、BRICSの中で最も石油資源に乏しい国である。ムンバイの海底油田や、マハーラーシュトラ州、グジャラート州で原油が生産されており、一日平均で80万バレルを産出し、毎年3000万バレル近い産出量を誇るが、最大でも国内需要の4分の1しか賄えない。インド政府を中心に国内油田の開発に取り組んでいるが、これ以上の増産は見込めず長期的には漸減傾向にある。
最近東部のアーンドラ・プラデーシュ州のゴダヴァリ河口沖で大量の天然ガスが見つかり、西部大都市への供給が期待されている。インドのエネルギーは石炭や外国からの石油の輸入に依存している状態ではあるが、将来性があるクリーンエネルギー--太陽光、風力、バイオ燃料が豊富である。

## インフラストラクチャーの整備

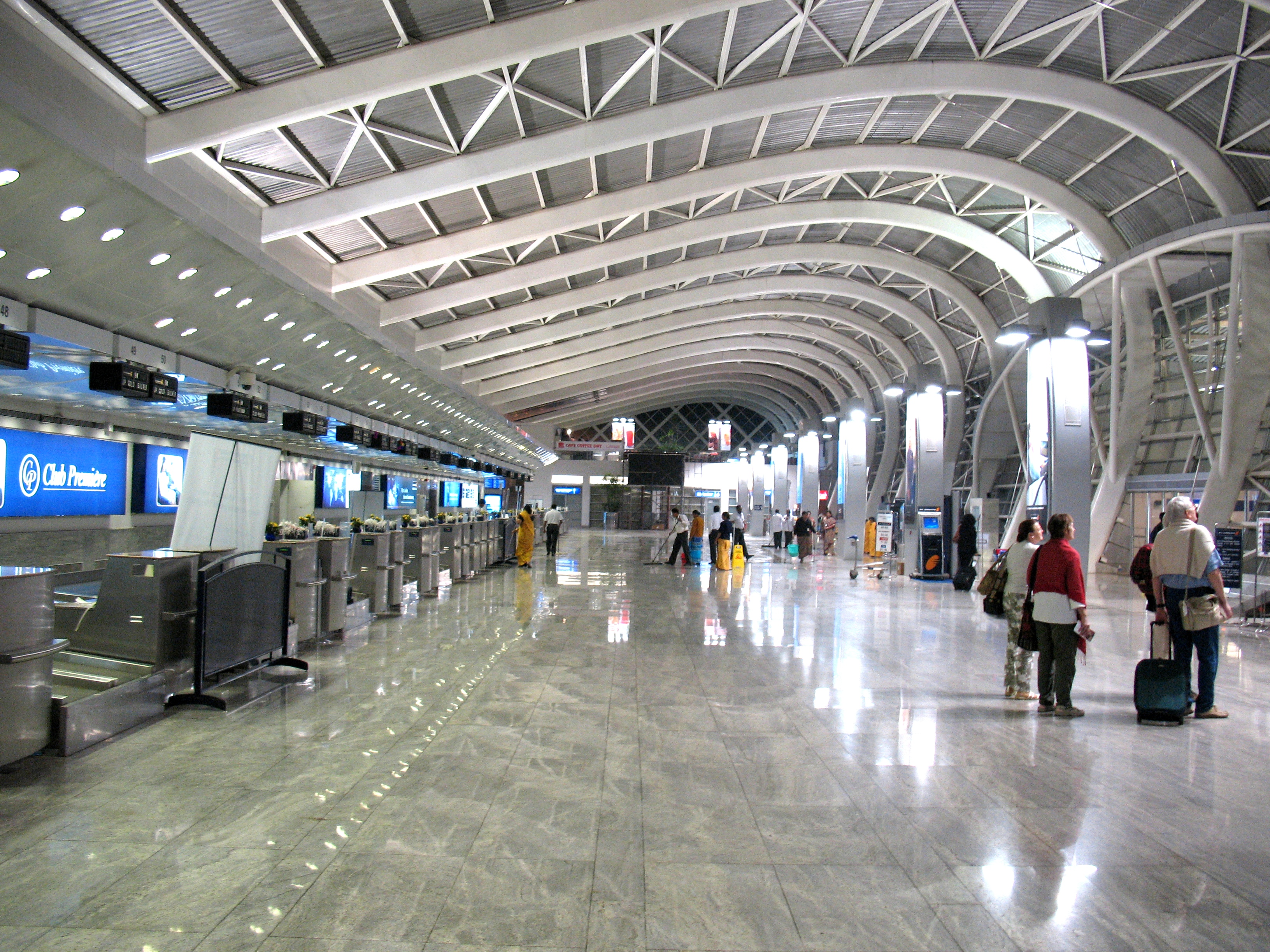
ムンバイにあるチャットラパティー・シヴァージー国際空港

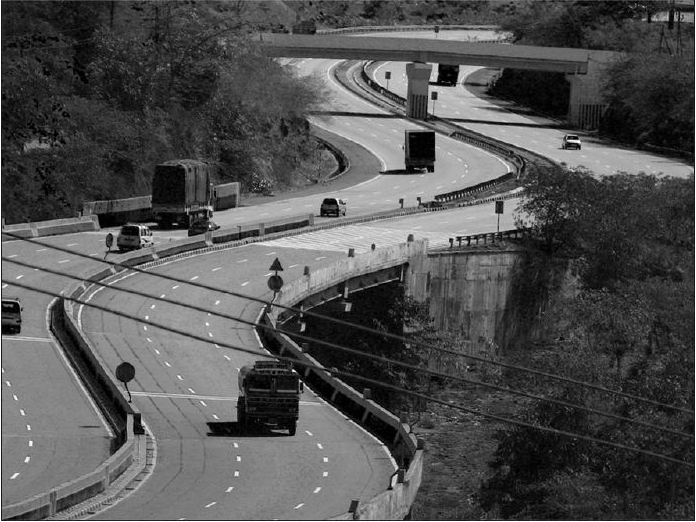
ムンバイ・プネー高速道路（en）はインド政府による大規模インフラストラクチャーに関するプロジェクトの一つである。

公共部門がインフラストラクチャーの開発を牛耳っており、汚職・官僚制度の非効率性・都市部への偏り・規模の経済が働かないことが、インフラストラクチャーの開発における悩みの種であった。
2002年にインドではGDPの6%の310億ドルに相当する電力、建設、輸送、通信、不動産への投資が行われたけれども、この規模の投資では高い経済成長を維持するのは困難であったため、インド政府は部分的にインフラ整備を民間部門に開放、外国資本が流入し結果として6四半期で9％を超える経済成長が続くことになった。
インドの道路網の距離は世界第2位であり、中華人民共和国の2倍に相当する。2005年には石油換算で785千バレル/日に相当する6616億キロワット時を発電した。また、2007年現在、210万のブロードバンドの線がインドには敷かれているが、76%以上がDSL経由で、残りはモデム回線経由である。

## 金融制度

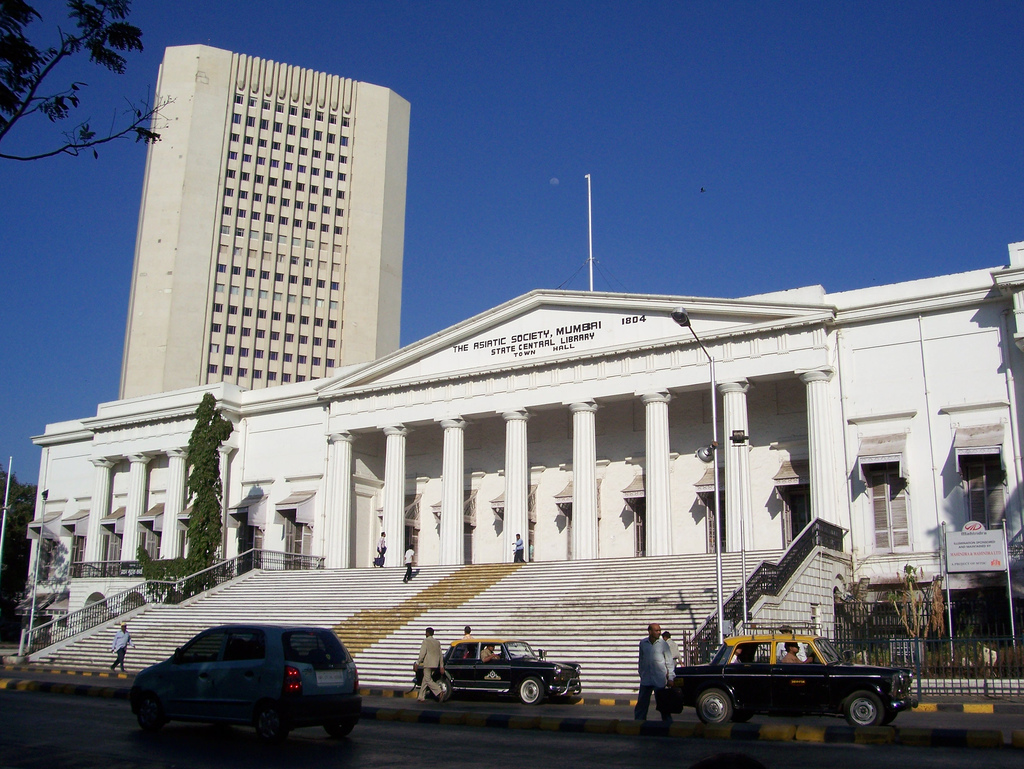
インドの中央銀行であるインド準備銀行

インド・ルピーは、インドで唯一の法定通貨である。2008年5月23日時点の交換レートは1USドルあたり約38.695インド・ルピー、1ユーロ辺り67.335インド・ルピー、1イギリス・ポンドあたり84.5インド・ルピーである。インド・ルピーは隣国のネパール、ブータンでも法定通貨として採用されており、両国とも、インド・ルピーとペッグをしている。1インド・ルピーは100パイサになり、印刷されている紙幣の最高価額は1,000インド・ルピー、最低の硬貨価額は25パイサである。

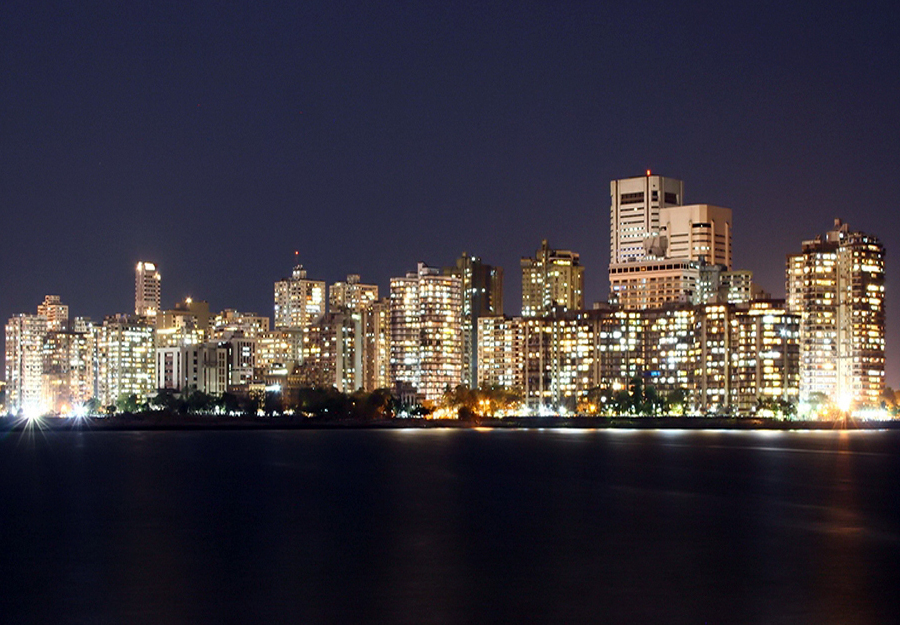
en:Cuffe Paradeはムンバイにある重要なビジネス地域である。

インドは、公務員制度、インド準備銀行、鉄道といった制度をイギリス植民地時代から継承している。ムンバイには、インドの商業資本を提供するインド準備銀行、ボンベイ証券取引所（BSE）、国家証券取引所（NSE）、そして多くの金融機関の本店が存在する。
中央銀行であるインド準備銀行は1935年4月1日に設立され、金融システムを監督し、発券銀行としてマネーサプライの調整の役割を担っている。インド準備銀行はインド中央政府によって任命された総裁を長とした理事会によって統治されている。
S&P BSE SENSEX（ボンベイ証券取引所センシティブインデックス）は、1979年4月を基準年（100）とし、30の企業の株価を加重平均したものである。これら30社はインドを代表する企業であり、これら30社の株式は最も活発に取引されているものである。ボンベイ証券取引所の株式総数の約5分の1を説明している。S&P BSE SENSEXはインドの証券市場のバロメーターとして次第に認知されるようになってきた。一方、1992年に国家証券取引所は取引量の観点から、インドで最大、世界で第3位の証券取引所となった。また、インドには23の証券取引所が存在するが、ボンベイ証券取引所と国家証券取引所で全体の83%の取引が行われている.。
証券市場が発展するに伴い、Securities and Exchange Board of Indiaが1992年に証券市場や他の国の証券市場を監督するために設立された。

### 電子決済
2016年11月8日に、ナレンドラ・モディ首相が高額紙幣の停止を発表後、銀行口座開設と携帯電話による電子決済（Paytm、MobiKwik、GoogleTez (ソフトウェア)、Mペサ、BHIM、Airtel Indiaなど）が普及した。

## 各部門

### 農林水産業

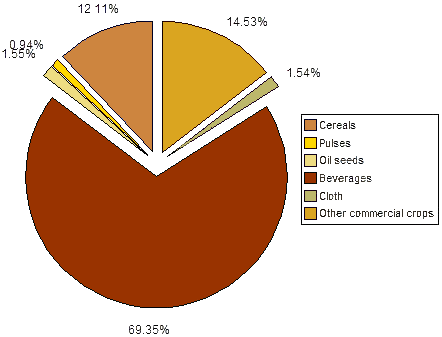
インドの農作物の生産構成（2003~2004年、単位：百万トン）

インドは世界第2位の農業生産国であり（en）、2021年において農林水産業でGDPの16.8%、労働力の45%を占める。GDPにおける農林水産業の割合は着実に減少しているとは言え、農林水産業は社会経済発展の観点から重要な役割を担っている。1950年以来、灌漑設備の整備、科学技術の進展、近代農業の導入、農業への貸付対策や補助金により、1単位あたりの収穫量は増加し続けている。しかしながら、国際比較ではインドの平均収穫量は世界における平均収穫量の30から50%に過ぎない。
インドにおける農業の低生産性は以下の要因に起因する。
- 識字率、一般的な社会経済の後進性、農地改革の進展の遅さ、不十分で不適切な農村信用や農作物へのマーケティング。
- 農村1世帯あたりのうち保有面積の狭小さ（20,000平方メートルに満たない）及び、農地分配法（land ceiling acts）やある場合には家族間で争いが発生することによる農地の分裂。狭小な農地では過剰労働力となってしまい、擬装失業や労働生産性の低さを引き起こす。
- 農地の狭小さのために、高コストで実現不可能にもかかわらず、現代農業に対して無知であることから、現代農業の採用や農業技術の使用が不適切であること。
- 灌漑設備が不十分であること、2003年度では農地面積のたった52.6%にしか灌漑設備が行き渡っていない[59]ことから、降雨、特にモンスーンに依存している現実、つまり、モンスーンが多いと農業生産物は増加するが少ないとその逆という現実[60]。

生産性の低さに加え、干ばつなどの気象害や農作物の価格低下が農民の生活を苦しいものとする。政府の統計では、2013年以来、民間の金融会社への返済を苦にする等の理由で年間13,000人が自殺している。モディ政権は、2022年までに農民の収入を2倍にすると公約するとともに、農業保険制度の充実を図っている。
農村信用はNational Bank for Agriculture and Rural Developmentによって監督されている。

### 工業

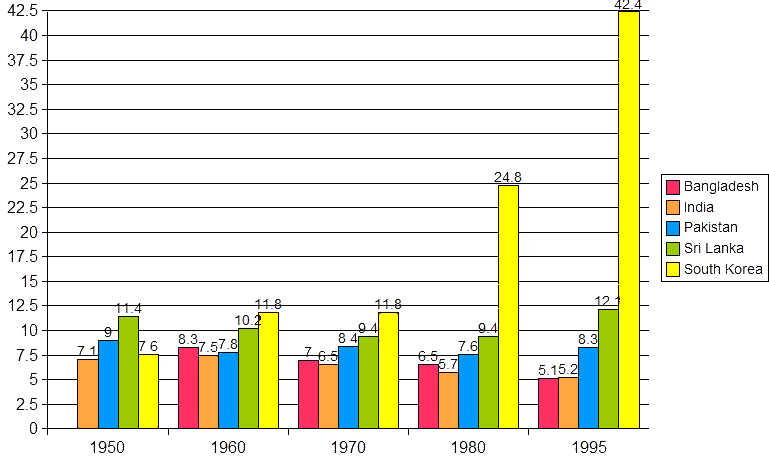
1人あたりGDP（PPP換算）。ピンクはバングラデシュ、橙色はインド、青はパキスタン、黄緑はスリランカ、黄色は韓国

インドは世界第5位の工業生産国であり（en）、2021年において工業でGDPの25.9%、労働力の25%を占めるものの、労働者の3分の1が単純な手工業にのみ従事している。経済改革は外国との競争をもたらし、公的部門を民営化して従来の公的部門に代わる産業を拡大させ、消費財の生産の急速な拡大を引き起こした。
経済改革後、これまで寡占状態で家族経営が常態化し、政府との結びつきが続いていたインドの民間部門は外国との競争、とりわけ、中国製の安価な輸入品との競争に曝されることとなった。コストの削減、経営体制の刷新、新製品の開発、低コストの労働力と技術に依拠することにより、民間部門は変化を乗り切ろうとしている 。

### 商業
小売業において、大型スーパーマーケットやコンビニエンスストアの展開は遅れており、「キラナ」と呼ばれる、全国に千数百万店あると推定される零細企業が食品小売りの9割を担っている。

### サービス業

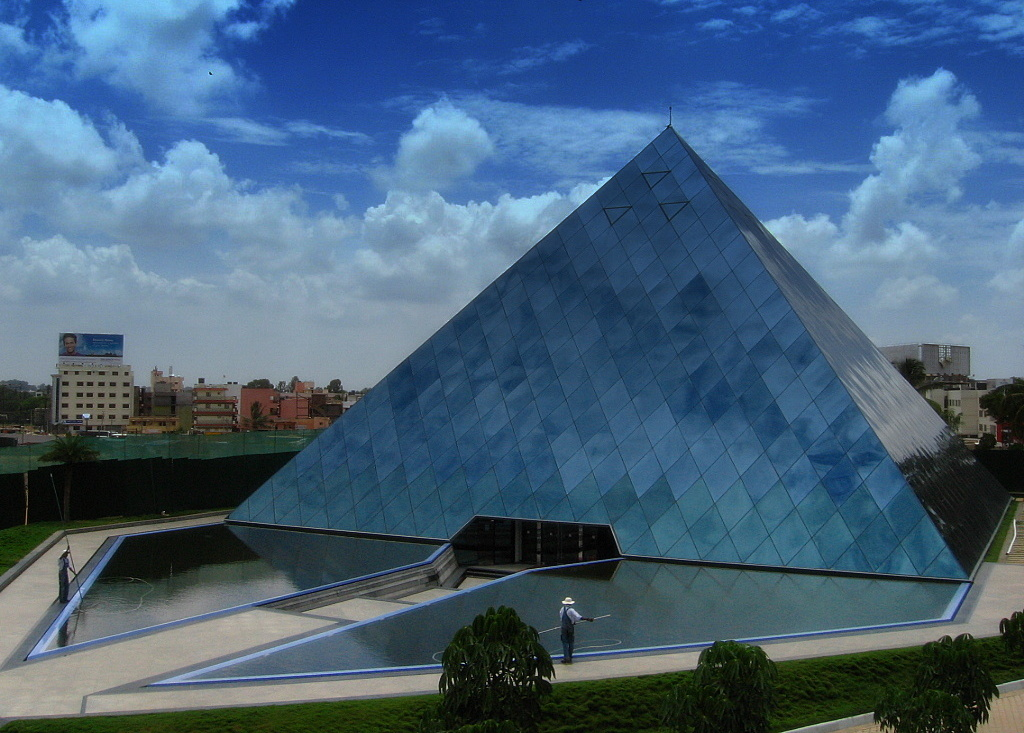
インドにおけるソフトウェア企業の一つ、インフォシス・テクノロジーズ本社はバンガロールにある。

インドはサービス業で稼ぎ出すGDPが世界第7位であり（en）、2021年において、労働力の31%を占める。サービス業のGDP構成比は1951年から1980年までの間は年平均4.5%の成長であったが、1991年から2000年までの間は平均7.5%の成長を記録し、サービス業のGDP構成比は1950年の15%から2021年には47.5%にまで拡大している。
情報技術（IT）、ビジネス・プロセス・アウトソーシングといったビジネスが急速に成長し、これらの生産高は2000年にはGDP構成比の3分の1を占めるようになった。IT部門の成長は、低賃金ではあるが高度に熟練された、英語を流暢に話すことができる、専門に特化した労働者が多数いることに起因する。需給面から見ると、インドのサービス輸出に関心を持ち、アウトソーシングを期待している外国の消費者からの需要が増加している。国際収支に大いに貢献しているにもかかわらず、インドのIT産業のGDP構成比は、全体の1%、またサービス業において2%にすぎないと指摘されていた。2022年の政府の発表によれば、IT産業はGDPの7.4％を占めるとされる。
NASSCOMによると、インドの2022年のIT業界の収益は、前年比15%増加し、2,270億米ドルに達した。
インドの IT 産業の輸出は2021年度に1,490億米ドルに達した。大きく貢献しているのはITサービス分野であり、IT輸出総額の51%以上を占めている。BPM分野、エンジニアリングおよび研究開発（ER&D）分野はそれぞれ20%ほどを占める。
IT産業では2022年度に44万人が新規に雇用され、総雇用者数は500万人となった。
インドのデータアノテーション市場は 2020 年度に2億5,000万米ドルに達し、このうち米国市場が全体の60%を占めた。国内のAI需要の加速により、市場の規模は2030年までに70億米ドルに達すると予想されている。

Forbes Global 2000 (2023年版)には、55のインド企業がランクインしている。上位10社は以下の表の通りである。上位10社のうち、7社を金融・サービス系企業が占める。
| 世界順位 | 企業名                             | 産業         | 売上高 （10億USドル） | 収益 （10億USドル） | 資産 （10億USドル） | 企業価値 （10億USドル） |
| -------- | ---------------------------------- | ------------ | --------------------- | ------------------- | ------------------- | ----------------------- |
| 45       | リライアンス・インダストリーズ     | 石油・ガス   | 109.43                | 8.3                 | 208.5               | 189.19                  |
| 77       | インドステイト銀行                 | 銀行業       | 56.54                 | 5.99                | 695.2               | 62.88                   |
| 128      | HDFC銀行                           | 銀行業       | 25.47                 | 5.72                | 307.9               | 110.88                  |
| 163      | ICICI銀行                          | 銀行業       | 23.17                 | 4.24                | 238.31              | 79.15                   |
| 226      | ONGC                               | 石油・ガス   | 86.06                 | 5.38                | 77.27               | 24.65                   |
| 232      | HDFC                               | その他金融業 | 19.04                 | 3.26                | 132.82              | 60.58                   |
| 363      | Life Insurance Corporation         | 保険・金融業 | 100.35                | 553.6               | 561.41              | 43.31                   |
| 387      | タタ・コンサルタンシー・サービシズ | ITサービス   | 28.05                 | 5.24                | 17.48               | 144.52                  |
| 423      | アクシス銀行                       | 銀行業       | 13.21                 | 1.34                | 163.59              | 32.54                   |
| 433      | NTPC                               | 電気         | 21.5                  | 2.19                | 54.1                | 20.65                   |

### 金融
インドの金融市場は以下のように分類される。

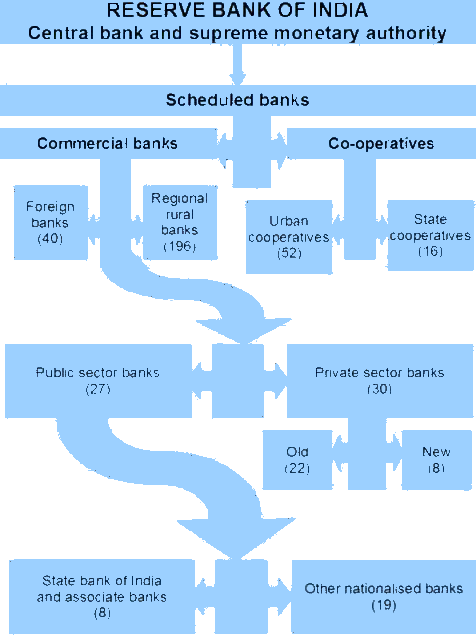
インドの銀行部門の構造。インド準備銀行を最上段に、多くの銀行が国営・民営、地方・都市などの別で区分されている

- 組織化された部門（the organised sector）：民営商業銀行、国営商業銀行、外資、協同組合銀行（これらはscheduled banksとして知られている）。
- 組織化されていない部門（the unorganised sector）：個人あるいは家族が所有する地元の銀行ないし、貸金業、非銀行金融会社（Non-banking financial company (NBFCs)）

後者やマイクロクレジットは、前者よりも農村や都市の郊外でにおいて非生産的な活動（祝典や短期間の借金）に利用される。1969年、インディラ・ガンディーは14の銀行を国有化し、1980年には6つの銀行を国有化した。国営銀行が社会の発展の目的を保障するために、国営銀行は農業や小規模の工業、小売、小規模の商業といった部門に優先的に国営銀行の預金の40%を融通する義務を負った。その結果、銀行の支店数は1969年の10,210支店から2003年の98,910支店に増加し、1支店がカバーする人口は1969年の63,800人から2003年の15,000人に減少した。預金量は1951年から71年の20年間と比べて、1971年から1991年の20年間で7倍まで増大した。地方支店数の増加にもかかわらず、scheduled bankは、全支店の22%に相当する1,860支店（1969年）から、現在では全支店の48%に相当する32,270支店で500,000ある村をカバーしている。
自由化以降、政府は銀行改革を是認した。合併を推進し、政府の干渉を減らし、収益性を向上させ、競争を促すといった銀行改革のいくつかは国営銀行が関係する一方、銀行市場や保険市場に外資が参入することを開始した。

## 社会経済学的特徴

### 貧困
インドの人口の多くが悲惨な貧困の状況の下、生活しているが、インドにおける資産配分は自由化以降改善されてきている。インドにおける貧困は著しく減少してきているが、公式な統計では2004~2005会計年度において全人口の27.5%が貧困線以下で生活していると推定される 。National Commission for Enterprises in the Unorganized Sector (NCEUS)の2007年の報告によると、インドの全人口の65%に相当する750百万人が一日20ルピー以下で生活し、彼等のほとんどがインフォーマル・セクターで職も無く失業保険も無く、悲惨な貧困状況で働いているとのことである" 。
1950年代前半から、政府は継続して様々な枠組みを作り、貧困の根絶に動き一部では成功している。これら貧困根絶のプログラムは全て、「労働のための食事（the Food for work）プログラム」と1980年代の「国家農村雇用プログラム（National Rural Employment Programme）」の戦略に依拠しており、これらのプログラムで生産的資産を生み出し、農村のインフラストラクチャーを整備しようとする試みであった。
2005年8月、インドの国会（Parliament of India）は農村雇用保証法案（the Rural Employment Guarantee Bill）を可決した。この法案は費用と対象範囲から今まで最大のプログラムであり、インドの600の地域（en）の内、200の農村世帯に100日の最低賃金での雇用を保証したものであった。経済改革が貧困を減らし、明確な回答を出して議論を煽り立てたか、経済改革に更なる政治的圧力をかけたか、とりわけ、労働力を減らし、農業補助金を削減することを伴ったかということには疑問がある.
。

### 汚職
汚職はインドに影響を与える重要な問題の一つである。1991年の経済改革により、民営企業を圧迫して汚職や非効率の責を問う繁文縟礼やLicence Rajは減少したけれども、それでもやはり2005年の
トランスペアレンシー・インターナショナルの調査では、公務員の62%が汚職は風聞ではなく公務員の仕事を得るために賄賂を払ったり、接触を持った経験があると考えている。
情報公開法（en、2005年制定）並び同様の州法配下のことを政府の公務員に要求している。
- 市民によって要求される情報を供給すること
- 処罰行為に取り組むこと、つまり、自警的な委員会（vigilance commission）が汚職を減らし、少なくとも苦情を取り除くための道を開くことをサービスや中央政府・州政府の法律が定めること[84]

Transparency Internationalの報告によると、2007年においてインドの汚職度合は世界で72位であり、インドでは汚職が減少してきているとのことであった。

### 雇用と失業
農業とそれに関連した部門には1999年度において全労働力の57%を占めるが、1993年度の60%から減少している。農業は経済成長している工業やサービス業と比べて停滞している。全労働力の8%が組織立った部門で働いており、内、3分の2が公共部門で働いている。NSSOの統計によると、1999年度では全人口の10%に相当する106百万人が失業しており、失業率は全体で7.32%、農村部では7.21%、都市部では7.65%にまで達したということだった。
インドにおける失業は慢性的失業と偽装失業の二つに特徴付けられる。最近10年間で数百万の貧しく、スキルを持たない人々が農村から都市部へと移動してきている中、政府は貧困と失業の根絶を目標としているが、起業への支援、スキルの習得、公営企業の設立などへの財政的支援によって問題を解決しようと考えている。自由化以降、公営企業の役割は減少しているがしかし、よりよい教育に主眼を置き、更なる改革をするよう政治的に圧力がかかってきている。

### インド経済の地域格差
一人当たりGDP、貧困、インフラストラクチャーや社会経済学的に整備されているものを使うことが出来るかと否かいうことから各州間の経済成長にばらつきがあることから、インドの経済で直面している問題の一つに州間の経済格差が挙げられる。
5カ年計画では地域間経済格差を減らそうと内陸部に産業の発展を促そうとしたが、産業は都市部や港湾がある都市に集中している。自由化以降、発展している州では、都市部や港湾がある都市から得た利益を、十分に発展した都市や港湾にするようインフラストラクチャーや、製造業やサービス部門に関心を持つ高度に教育された労働者に投資している。成長が遅れている州や連邦直轄地はタックス・ホリデイや安価な土地等を提供し、観光業といった部門に特化することで格差を減らそうとしている。

### 後発薬の製造
かつてのインドは、医薬品に関する物質特許を認めない、製法のみを保護するという特許法があったため、製法特許さえ回避すれば先進国の医薬品を自由に製造、輸出できる状態にあった。この特許法によりインド国内の製薬業は、飛躍的な発展を遂げたが、1995年にWTOに加盟するに伴い「知的所有権の貿易関連の側面に関する協定」の遵守を迫られ、物質特許も認める方向で特許法の改正が行われた。製薬各社は、後発薬製造に活路を見出し、世界屈指の後発薬製造、輸出国へと成長した。2020年、新型コロナウイルスによる肺炎が世界規模に拡大すると、インド政府は特定の医薬品成分から製造した薬品を国内に流通させるため輸出を制限。インドの後発薬に依存してきた欧州市場は混乱をきたすレベルとなった。

## 貿易及び投資

### 外国との貿易関係
世界貿易機関（WTO）によると、インドの2021年の輸出額は3,954億ドルで世界の輸出に占めるシェアは1.77%、輸入額は5,730億ドルでシェアは2.54％であった。インド政府は世界貿易における輸出シェアを2027年までに2.1％～3％、2047年までに10％に増やすことを目標としている。
未熟な経済を保護して自力で経済成長を達成するために、1991年の自由化までは、インドは世界市場とは概して隔離された市場であった。外国との貿易は輸入関税、輸出税、輸出の量的な制限によって阻害されていた。一方、インドへの直接投資は株式の部分参加、技術移転の制限、輸出義務、政府の許可によって制限されていた。
外国貿易は輸出入の様々な関税や規制によって影響されやすく、一方外国からの直接投資は保有株式比率の上限、技術移転の制限、輸出の義務、政府の許可によって制限されてきた。1985年から1991年にかけて、毎年平均約200百万ドルの外国直接投資が保証された。資本流入のかなりの部分が、外国からの援助、商業借り入れ、インド非居住者からの送金によって構成されていた。
茶、ジュート、綿の製造業は需要に対して非弾力的であったことに起因し、インドの輸出は独立後15年間は不振であった。同時期のインドの輸入は、初期の工業化のために機械、設備、原料がほとんどを占めていた。自由化以降、インドの外国との貿易金額は1950~1951会計年度の1,250千万ルピーから、2003~2004会計年度の63,080,109千万ルピーにまで上昇した。
インドの主要貿易相手国は中華人民共和国、アメリカ合衆国、アラブ首長国連邦、イギリス、日本、EUである。
インドは独立以来、GATTとその後継であるWTOのメンバーであり、積極的に会議に参加しており、発展途上国に関する問題に対して決定的な発言力を持っている。例えば、労働問題や環境問題、非関税障壁といった案件に対し絶えず反対している。

### 国際収支
独立以来、インドの国際収支は経常赤字の状態が続いている。1990年代の自由化以来、インドの輸出額は輸入額に対し、1990年度の66.2%であったのが、2002年度には80.3%になるまで、持続的に成長している。
インドはいまだに純輸入国であるけれども、1996年度以来、外国からインドへの直接投資の増加、海外に出稼ぎに行っているインド人労働者からのインドへの送金により、国際収支尻はプラスの状態が取れている。結果として、インドの外貨準備高は2008年には2850億ドルにまでに成長し、これにより国内のインフラストラクチャーの整備に使用されている。

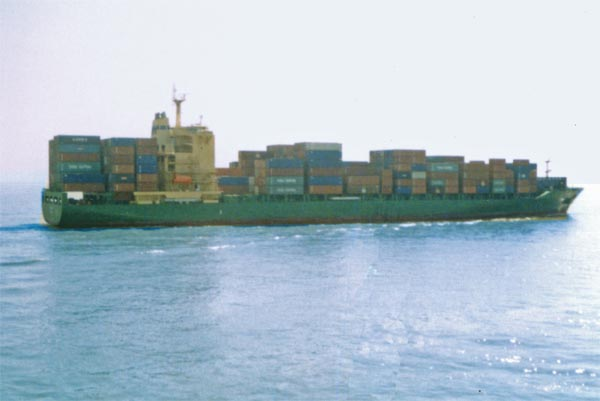
インドは純輸入国である

自由化以降外部からの援助や商業貸出にインドは次第に依存しなくなりつつあり、2002年度から負債を返済してきている。利子率の低下と貸し出しの減少により、債務返済比率は2007年には4.5%にまで低下した。外部からの商業貸し出し（External Commercial Borroings (ECBs)）は政府の許可が必要であり、インド財務省は外部からの商業貸し出し政策ガイドライン（ECB policy guidelines）を策定し、外部からの商業貸出を監督・規制している。

### インドにおける外国資本の投資
経済が発展するにつれて、インドは外国からの直接投資に積極的になってきている。インドには、ITや自動車部品、化学、製薬、アパレル、宝石産業といった産業に強みを持っており、またインドは外国からの直接投資は期待される一方、インドの厳格な外国直接投資の政策が障害ともなっている。
しかしながら、経済の規制を撤廃し、外国からの投資を刺激する、一連の野心的で積極的な経済政策の結果として、インドはアジア太平洋地域で急速に経済成長している先頭の一角になった。インドには高度に熟練された多くの経営者や技術者がおり、中産階級の人口3億人は、アメリカ合衆国・EUに匹敵し、力強い消費者市場を示している。
直近（2005年）のインドの自由化された外国直接投資政策では外国資本ベンチャーに対し100%出資することが可能になっている。産業政策の改革により、ライセンスの必要性は減少し、外国からの技術導入や資本導入は容易になってきている。不動産部門の急成長は好景気と自由化された外国直接投資に起因している。
2005年3月、インド政府は建設業にも外資の100%出資を許可した。住宅、商業施設、ホテル・リゾート、病院、教育施設、レクレーション施設、市や地域レベルのインフラストラクチャーの整備も含めて、建設業の許可を外資に与えている。
外国直接投資の政策の変化により、民間航空、建設業、工業団地、石油・天然ガス・鉱業、コモディティの取引、信用-情報のサービスといった多岐にわたり規制が取り除かれているがしかし、保険や小売といった政治的に敏感な分野では、外国直接投資の拡大が完全には終わっていない。インド政府の高官の話によると、2005年度における外国直接投資78億ドルから、2006年度には195億ドルになり、2007年度には250億ドルになると報告されている。